# Kronverk

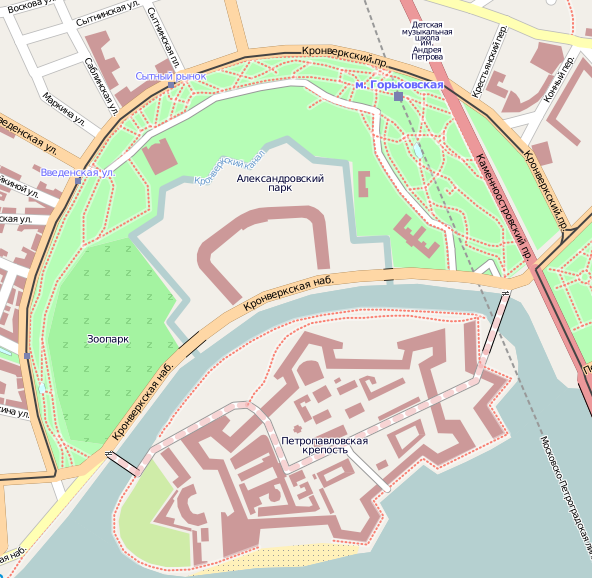
El Kronverk se encuentra al norte de la isla de la fortaleza. La línea dentada azul es un canal.

El Kronverk (en ruso: Кронверк, del alemán Kronverk, «corona», un tipo de fortificación de la traza italiana) es una fortificación de la fortaleza de San Pedro y San Pablo de San Petersburgo (Rusia). El Kronverk está situado en la isla Petrogradsky, frente a la pequeña isla de la fortaleza propiamente dicha, de la que está separada por el estrecho Kronverksky. Fue construida entre 1705 y 1708, con reconstrucciones en 1752 y 1800. Estrictamente hablando, está en su propia isla, la isla de la Artillería o Kronverksky, que está separada del resto de la isla Petrogradsky por el canal Kronverksky.
El 13 de julio de 1826, cinco participantes de la revuelta decembrista fueron ahorcados en el terraplén oriental del Kronverk. En 1975, se instaló un obelisco en el lugar donde se cree que se produjeron estas ejecuciones.
Actualmente se encuentra en el Kronverk el Museo de Artillería de San Petersburgo.